# Malus florentina
Malus florentina es una especie arbórea de la familia de las rosáceas. Es nativa de la Península de los Balcanes e Italia, y crece principalmente como un árbol ornamental.

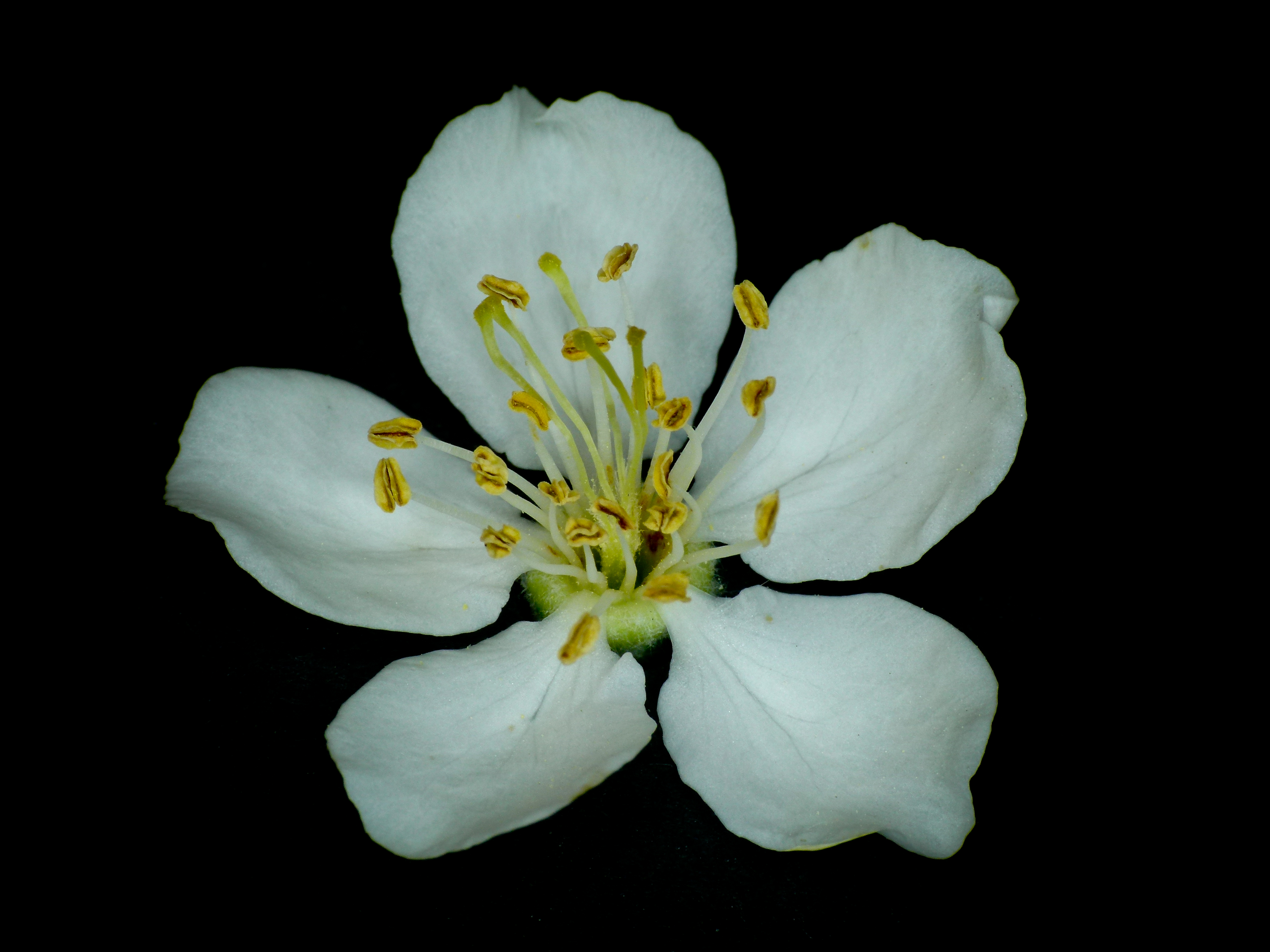
Detalle de la flor

## Descripción
Es un árbol que alcanza un tamaño de 8 metros de altura y con una amplia difusión redondeada. Las hojas son simples y caducifolias, dispuestas una enfrente de otra. Son de color verde oscuro y ovaladas con los márgenes serrados. El color del follaje en el otoño es de color naranja a rojo brillante. Las flores están dispuestas en corimbos y tienen cinco pétalos de color blanco. La floración se produce de mayo a junio. Los frutos son pomos de color rojo que se pueden consumir crudos o cocidos.

## Taxonomía
Malus coronaria fue descrita por (Joseph Gerhard Zuccarini) Camillo Karl Schneider y publicado en Ill. Handb. Laubholzk. 1:724. 1906
Sinonimia
- Crataegus florentina Zuccagni basónimo
- Malus crataegifolia (Savi) Koehne
- Pyrus crataegifolia Savi